# Desecrate Through Reverance
Pistes de Waking the Fallen
Remenissions Eternal Rest
Desecrate Through Reverance est une chanson du groupe de metalcore américain Avenged Sevenfold. Elle est extraite de leur album Waking the Fallen sorti le 26 août 2003.
Une chanson à caractère misanthrope et décrit un homme qui a été trahi et profané par ceux qui avant confiance.

## Membres sur la chanson
- M. Shadows or Matt Davies : chant
- Synyster Gates or Darran Smith : guitare solo
- Zacky Vengeance or Kris Coombs-Roberts : guitare rythmique
- Johnny Christ or Gareth Davies : basse
- The Rev or Ryan Richards : batterie